# Максимів Володимир Петрович
Володимир Петрович Максимів (1928, c. Шульганівка, нині Чортківського району Тернопільської області — 2003, Київ) — український господарник, генеральний директор ВО «Укргазпром» (1984—1994), заслужений працівник промисловості України.

## Життєпис
- 1928 — народився в с. Шульганівка на Тернопільщині
- 1952 — закінчив Львівський політехнічний інститут.
- 1953—1956 — головний інженер на Опарському газопромислі (біля Дрогобича Львівської області), перший головний інженер,
- 1957—1959 — директор Щебелинського укрупненого газового промислу
- 1959—1967 — начальник Щебелинського газопромислового управління (нині Харківська область)
- 1967—1984 — головний інженер «Укргазпрому»;
- 1984—1994 — голова виробничого об'єднання «Укргазпром»; здобув подяку Кабінету Міністрів України[1]. Після виходу на пенсію працював радником голови правління АТ «Укргазпром», а пізніше радником генерального директора «Укргазвидобування».[2]
- 2003 — помер у Києві.

Під керівництвом Максиміва введені в дію газопромисли у Криму, Полтавській та Луганській областях, і також нафтопромисел у Сумській області.

## Нагороди
- Орден Леніна[3]
- Почесна грамота Президії Верховної Ради УРСР.
- Орден «За заслуги» ІІІ ступеня[4]
- Звання «Заслужений працівник промисловості України».
- Відзнака «Почесний працівник газової промисловості СРСР.»[3]